# Ebenhausen (Oerlenbach)
Ebenhausen ist ein Gemeindeteil der Gemeinde Oerlenbach im unterfränkischen Landkreis Bad Kissingen in Bayern.

## Geographische Lage
Das Pfarrdorf Ebenhausen liegt ca. 2 km südlich von Oerlenbach. Die durch den Ort verlaufende KreisstraßeKG 4 führt nordwärts nach Oerlenbach und mündet in die Bundesstraße 286. Südwärts mündet die KG 4 ebenfalls in die B 286. Etwa 2 km östlich verläuft die B 286, die nordwestlich über Arnshausen nach Bad Kissingen und Richtung Süden, teilweise parallel mit der Bundesstraße 19, über Poppenhausen nach Schweinfurt führt. Östlich von Ebenhausen verläuft die Bundesautobahn 71 mit der Anschlussstelle Bad Kissingen/Oerlenbach (AS 28).
Der Bahnhof Ebenhausen (Unterfr) ist eine Station der durch Ebenhausen verlaufenden Bahnstrecke Schweinfurt–Meiningen, die den Ort im Osten berührt. Am nördlichen Ortsrand zweigt die Bahnstrecke Ebenhausen–Bad Kissingen ab.

## Geschichte

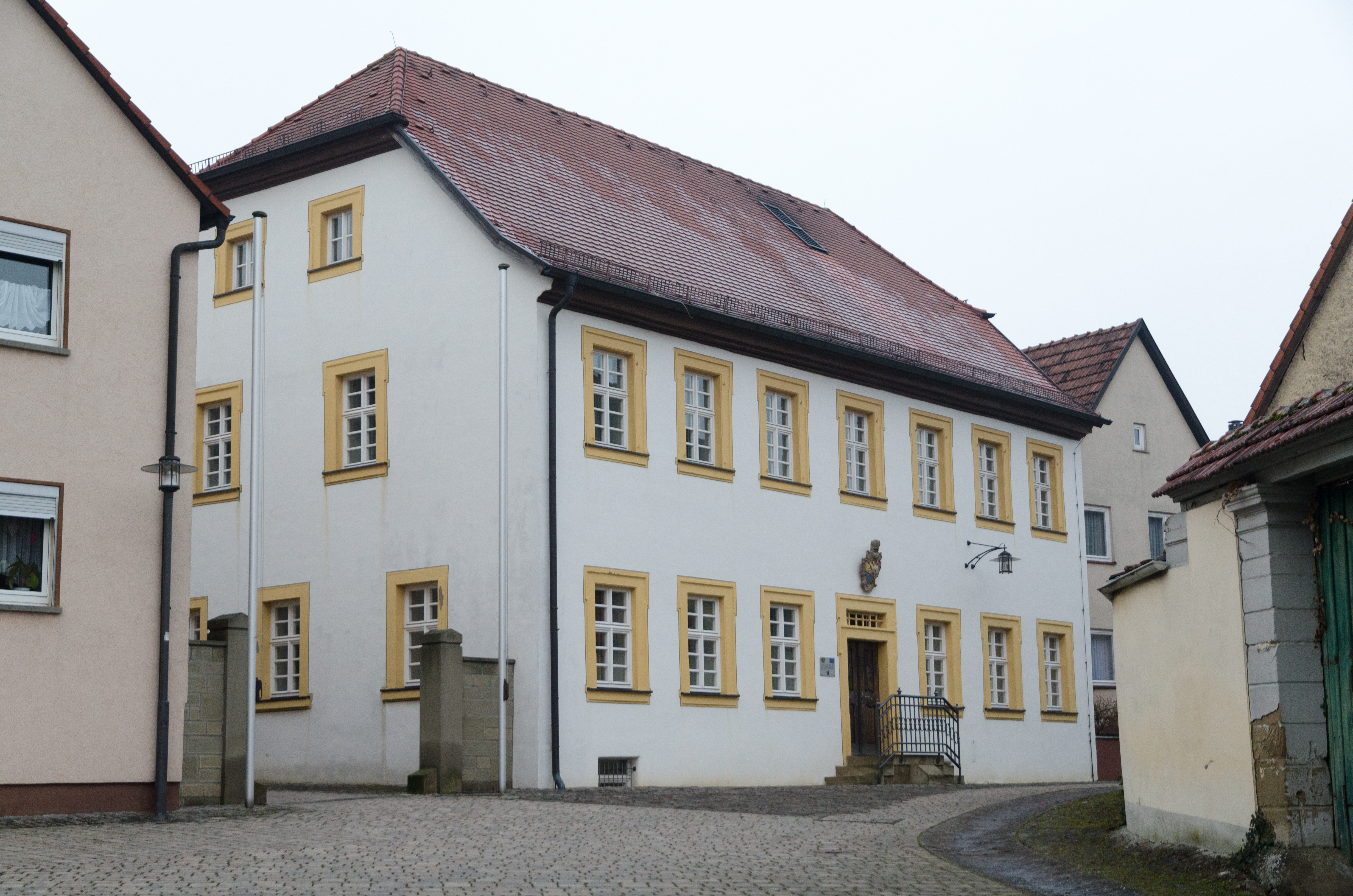
Altes Rathaus von 1725

Die früheste bekannte Besiedlung im Raum Ebenhausen fand 8000 v. Chr. statt. Außerdem ist die Existenz eines Friedhofs aus der Hallstattzeit (750–450 v. Chr.) belegt.
Vom 19. April 788 ist die Schenkung des Guts zu „Isanhuson“ im Saalegau durch Gaugraf Manto II. und seinen Bruder Megingoz an das Kloster Fulda bekannt.
Der bei dieser ersten bekannten Erwähnung „Isanhuson“ beziehungsweise „Isanhus“ genannte Ort wandelte seinen Namen im Laufe der Zeit über „Asanhus“ beziehungsweise „Asenhus“ (822) und „Ebenhusen“ (1126) zu dem bis heute geläufigen Ebenhausen (ab Ende des 14. Jahrhunderts). Vielleicht leitet sich der Ortsname vom Rittergeschlecht Ebo aus der Zeit um 800 n. Chr. ab („Ebonishusen“ = „die Häuser des Ebo“). Dagegen spricht jedoch die ältere Form „Isanhus(on)“, also die Behausung(en) eines „Isan“. Dann wäre „Eb-“ lediglich eine sprachliche Abschleifung beziehungsweise Umformung durch häufigen Gebrauch in der Bevölkerung.
Ab 1037 ist Ebenhausen als hennebergische Cent (Centgericht) belegt; ab 1216 wurden Ebenhausens Einkünfte vom Grafen von Henneberg an das Domkapitel von Würzburg verpfändet. Gemeinsam mit mehreren anderen Orten ging Ebenhausen 1274 an den Aschacher Henneberger Hermann II. Im Jahr 1315 kam der Ort vom Henneberger Heinrich IV. zu Heinrich V. und gehörte durch Verkauf ab dem Jahr 1353 als Amt Ebenhausen zum Hochstift Würzburg; ebenfalls 1353 erhielt der Ort das Stadtrecht.
Im Jahr 1475(?) fiel Ebenhausen einer Pest sowie durch Dauerregen einer Missernte zum Opfer. Im Jahr 1525 wurde der Ort vom Bauernaufstand heimgesucht und während des Dreißigjährigen Krieges (1618–1648) zur Hälfte zerstört.
Im Ebenhausener Ortsgebiet sind mehrere Wüstungen bekannt: Der erste bekannte Nachweis der „Ortswüstung Altenfelden“ stammt von 1192, der letzte 1474; wahrscheinlich wurde Altenfelden Ende des 14. bis Anfang des 15. Jahrhunderts durch Naturkatastrophen oder Seuchen zur Wüstung. In Altenfelden befand sich der Altenfelder Hof; während des Dreißigjährigen Krieges wurde der Hof im Jahr 1637 zum Standort der Kroaten. Die erste bekannte Erwähnung der Ortswüstung Wackenhausen stammt aus dem Jahr 1431 als Wackenhawsen; Wackenhausen wurde möglicherweise durch Missernten, Hungersnöte oder die Pest zur Wüstung. Laut den bekannten urkundlichen Nachweisen entstand Wittighausen um 1150 und wurde 1474 zur Wüstung.
Fürstbischof Johann Philipp von Greiffenclau zu Vollraths ließ den Hauptflügel von Schloss Ebenhausen nach Ausweis der erhaltenen Baurechnungen in den Jahren 1709 und 1710 durch den Hochfürstlich Würzburgischen Stadt- und Landbaumeister Joseph Greissing neu errichten.
Das 1725 erbaute heutige Alte Rathaus wurde vielleicht durch den Architekten Balthasar Neumann entworfen. Das Gebäude wurde einige Jahre nicht genutzt und drohte zu verfallen.
Bis 2016 erfolgte eine Instandsetzung, seither wird es von örtlichen Vereinen genutzt.
Im Jahr 1803 kam Ebenhausen zur Churbaiern, die Besetzung war bereits 1802 erfolgt. 1818 gab der Ort seine Stadtrechte auf.
Die Ebenhausener Allerheiligenkirche entstand von 1819 bis 1823 nach einem Entwurf von Bernhard Morell; aus 1823 stammt die örtliche Bahnstation für die Meininger Bahn.
Am Ende des Ersten Weltkrieges hatte Ebenhausen 22 Gefallene zu verzeichnen. Nach dem Zweiten Weltkrieg siedelten sich zahlreiche Flüchtlinge im Ostteil des Ortes an.
Im Jahr 1922 bekam Ebenhausen elektrisches Licht; zwischen 1933 und 1945 folgten eine Ortswasserleitung sowie der Anschluss des Ortsnetzes an die Rhön-Maintal-Wasserversorgung.
Am 1. Januar 1972 wurde Ebenhausen im Rahmen der Gebietsreform in Bayern nach Oerlenbach eingemeindet.

### Bevölkerungsentwicklung
| Jahr | Einwohner |
| ---- | --------- |
| 1904 | 501       |
| 1939 | 759       |
| 1950 | 1099      |
| 1961 | 1086      |
| 1971 | 1345      |
| 2007 | 1456      |
| 2018 | 1493      |

## Baudenkmäler

### Schloss Ebenhausen
Die Burg oder das Schloss Ebenhausen entstand spätestens im 14. Jahrhundert unter den Hennebergern; möglicherweise gab es bereits früher eine Burganlage. Im Jahre 1353 gelangte das Schloss (Burg) zusammen mit dem Ort Ebenhausen durch Verkauf an das Hochstift Würzburg, wo sie bis zur Säkularisation 1803 verblieben. Fürstbischof Albrecht II. von Hohenlohe ließ im selben Jahr das würzburgische Amt Ebenhausen mit Sitz eines Centgerichts im Schloss einrichten, das bis zur churbaierischen Besetzung 1802 fortbestand. Nach Zerstörungen im Bauernaufstand von 1525 sowie während des Dreißigjährigen Krieges musste das Schloss jeweils wieder neu aufgebaut werden. Fürstbischof Johann Philipp von Greiffenclau zu Vollraths (reg. 1699–1719) ließ den Hauptflügel von Schloss Ebenhausen nach Ausweis der erhaltenen Baurechnungen in den Jahren 1709 und 1710 durch den Hochfürstlich Würzburgischen Stadt- und Landbaumeister Joseph Greissing neu errichten. Nach Leerständen im 19. Jahrhundert wird das Schloss Ebenhausen nach dem Ankauf durch Michael Schubert landwirtschaftlich genutzt.

### Allerheiligenkirche
Die Allerheiligenkirche wurde von 1819 bis 1823 erbaut und ersetzte einen Vorgängerbau aus dem 14. Jahrhundert. Hochaltar und Orgelgehäuse stammen aus dem 1741 abgerissenen Vorgängerbau der Würzburger Augustinerkirche'.

## Museen
- Heimatmuseum Ebenhausen[7][8]
- John-Bauer-Museum mit Erlebnisweg Troll-ige Riedelgrube[9][10][11]

## Persönlichkeiten
- Fritz Endres (* 1877 in Ebenhausen; † 1963), SPD-Politiker